# Ricardo Dias
Pour les articles homonymes, voir Dias.
Ricardo Dias, de son nom complet Ricardo Jorge dos Santos Dias, est un footballeur portugais né le 25 février 1991 à Aveiro. Il joue au poste de milieu.

## Biographie
Il est finaliste de la Coupe du monde des moins de 20 ans 2011 avec le Portugal.
Formé au FC Porto, il découvre la 1re division portugaise en 2011 avec le SC Beira-Mar.

## Carrière
Arrêtées à l'issue de la saison 2018-2019
- 5 saisons en championnat de D.I , 83 matchs 1 but.
- 5 saisons en championnat de D.II , 113 matchs 7 buts.
- saisons en championnat de D.III , 16 matchs 1 but.

## Statistiques

### Synthèse
| Saison                | Club                  | Championnat           | Championnat | Championnat | Coupe(s) nationale(s) | Coupe(s) nationale(s) | Compétition(s) continentale(s) | Compétition(s) continentale(s) | Compétition(s) continentale(s) | Sélection | Sélection | Sélection | Total | Total |
| Saison                | Club                  | Division              | M.          | B.          | M.                    | B.                    | Comp.                          | M.                             | B.                             | Équipe    | M.        | B.        | M.    | B.    |
| 2009-2010             | FC Porto              | Primeira Liga         | 0           | 0           | 1                     | 0                     | -                              | 0                              | 0                              | U19       | 11        | 1         | 12    | 1     |
| Sous-total            | Sous-total            | Sous-total            | 0           | 0           | 1                     | 0                     | -                              | 0                              | 0                              | -         | 11        | 1         | 12    | 1     |
| 2010-2011             | GD Tourizense         | Terceira Liga         | 16          | 1           | 3                     | 0                     | -                              | 0                              | 0                              | U20       | 2         | 0         | 21    | 1     |
| Sous-total            | Sous-total            | Sous-total            | 16          | 1           | 3                     | 0                     | -                              | 0                              | 0                              | -         | 2         | 0         | 21    | 1     |
| 2010-2011             | CD Santa Clara        | Segunda Liga          | 11          | 1           | 0                     | 0                     | -                              | 0                              | 0                              | -         | 0         | 0         | 11    | 1     |
| Sous-total            | Sous-total            | Sous-total            | 11          | 1           | 0                     | 0                     | -                              | 0                              | 0                              | -         | 0         | 0         | 11    | 1     |
| 2011-2012             | SC Beira-Mar          | Primeira Liga         | 11          | 0           | 2                     | 0                     | -                              | 0                              | 0                              | U20       | 8         | 0         | 21    | 0     |
| 2012-2013             | SC Beira-Mar          | Primeira Liga         | 19          | 0           | 5                     | 0                     | -                              | 0                              | 0                              | -         | 0         | 0         | 24    | 0     |
| 2013-2014             | SC Beira-Mar          | Segunda Liga          | 39          | 1           | 9                     | 0                     | -                              | 0                              | 0                              | -         | 0         | 0         | 48    | 1     |
| 2014-2015             | SC Beira-Mar          | Segunda Liga          | 2           | 0           | 3                     | 0                     | -                              | 0                              | 0                              | -         | 0         | 0         | 5     | 0     |
| Sous-total            | Sous-total            | Sous-total            | 71          | 1           | 19                    | 0                     | -                              | 0                              | 0                              | -         | 8         | 0         | 98    | 1     |
| 2014-2015             | Os Belenenses         | Primeira Liga         | 14          | 1           | 0                     | 0                     | -                              | 0                              | 0                              | -         | 0         | 0         | 14    | 1     |
| 2015-2016             | Os Belenenses         | Primeira Liga         | 23          | 0           | 6                     | 1                     | C3                             | 7                              | 0                              | -         | 0         | 0         | 36    | 1     |
| Sous-total            | Sous-total            | Sous-total            | 37          | 1           | 6                     | 1                     | -                              | 7                              | 0                              | -         | 0         | 0         | 50    | 2     |
| 2016-2017             | CD Feirense           | Primeira Liga         | 17          | 0           | 4                     | 0                     | -                              | 0                              | 0                              | -         | 0         | 0         | 21    | 0     |
| Sous-total            | Sous-total            | Sous-total            | 17          | 0           | 4                     | 0                     | -                              | 0                              | 0                              | -         | 0         | 0         | 21    | 0     |
| 2017-2018             | Académica             | Segunda Liga          | 29          | 5           | 4                     | 0                     | -                              | 0                              | 0                              | -         | 0         | 0         | 33    | 5     |
| 2018-2019             | Académica             | Segunda Liga          | 26          | 0           | 1                     | 0                     | -                              | 0                              | 0                              | -         | 0         | 0         | 27    | 0     |
| Sous-total            | Sous-total            | Sous-total            | 55          | 5           | 5                     | 0                     | -                              | 0                              | 0                              | -         | 0         | 0         | 60    | 5     |
| Total sur la carrière | Total sur la carrière | Total sur la carrière | 207         | 9           | 38                    | 1                     | -                              | 7                              | 0                              | -         | 21        | 1         | 273   | 11    |

Statistiques actualisées le 19/05/2019

### Sélections
Régulièrement appelé en sélection chez les jeunes, il n'a à ce jour jamais porté celui de l'équipe A. En 2011, il participe à la finale de la Coupe du monde des moins de 20 ans face au Brésil. 
| Matches officiels de Ricardo Dias en sélections portugaises | Matches officiels de Ricardo Dias en sélections portugaises | Matches officiels de Ricardo Dias en sélections portugaises | Matches officiels de Ricardo Dias en sélections portugaises | Matches officiels de Ricardo Dias en sélections portugaises |
| Club                                                        | V.                                                          | N.                                                          | D.                                                          | Buts                                                        |
| ----------------------------------------------------------- | ----------------------------------------------------------- | ----------------------------------------------------------- | ----------------------------------------------------------- | ----------------------------------------------------------- |
| Portugal U16 (10 matchs: 20 %)                              | 2 (20 %)                                                    | 6 (60 %)                                                    | 2 (20 %)                                                    | 0 (0 %)                                                     |
| Portugal U17 (10 matchs: 20 %)                              | 2 (20 %)                                                    | 3 (30 %)                                                    | 5 (50 %)                                                    | 0 (0 %)                                                     |
| Portugal U18 (4 matchs: 8 %)                                | 2 (50 %)                                                    | 1 (25 %)                                                    | 1 (25 %)                                                    | 1 (25 %)                                                    |
| Portugal U19 (16 matchs: 32 %)                              | 11 (68,75 %)                                                | 2 (12,50 %)                                                 | 3 (18,75 %)                                                 | 3 (75 %)                                                    |
| Portugal U20 (10 matchs: 20 %)                              | 4 (40 %)                                                    | 5 (50 %)                                                    | 1 (10 %)                                                    | 0 (0 %)                                                     |
| Total (50 matchs)                                           | 21 (42 %)                                                   | 17 (34 %)                                                   | 12 (24 %)                                                   | 4 (100 %)                                                   |

## Palmarès

### Avec leFC Porto
- Vainqueur de la Coupe du Portugal en 2010

### Honneurs
- Finaliste de la Coupe du monde des moins de 20 ans en 2011.